# Jamal Abdelmaji Eisa Mohammed
Jamal Abdelmaji Eisa Mohammed (arabisch جمال عبد المجي عيسى محمد; * 25. August 1993 in Barde) ist ein sudanesischer Leichtathlet, der sich auf den Langstreckenlauf spezialisiert hat und für das Refugee Olympic Team an den Start geht.

## Sportliche Laufbahn
Jamal Abdelmaji Eisa Mohammed flüchtete 2010 aus Darfur nach Israel, wo er bis heute lebt und trainiert. Bei den Crosslauf-Weltmeisterschaften 2019 in Aarhus startete er für das Athlete Refugee Team und gelangte dort nach 35:09 min auf Rang 84. Im September schied er dann bei den Weltmeisterschaften in Doha mit 14:15,32 min in der Vorrunde im 5000-Meter-Lauf aus. 2020 nahm er an den Olympischen Sommerspielen in Tokio teil und verpasste dort mit 13:42,98 min den Finaleinzug über 5000 Meter. Im Dezember wurde er dann bei den Crosslauf-Europameisterschaften in Dublin nach 31:38 min 31. im Einzelrennen. Im Jahr darauf kam er bei den Weltmeisterschaften in Eugene mit 14:02,79 min nicht über die Vorrunde über 5000 Meter hinaus und anschließend kam er bei den Europameisterschaften in München im 10.000-Meter-Lauf nicht ins Ziel. Im Dezember wurde er bei den Crosslauf-Europameisterschaften in Turin nach 31:12 min 38. im Einzelrennen. Bei den Crosslauf-Europameisterschaften 2023 in Brüssel belegte er in 30:43 min den neunten Platz im Einzelbewerb. Im Jahr darauf nahm er erneut an den Olympischen Spielen in Paris teil und gelangte dort nach 27:35,92 min auf den 18. Platz über 10.000 Meter.

## Persönliche Bestzeiten
- 3000 Meter: 7:56,41 min, 29. Juli 2023 in Birmingham
  - 3000 Meter (Halle): 8:01,12 min, 28. Januar 2023 in Lyon
- 5000 Meter: 13:20,61 min, 22. Juni 2024 in Wien
- 10.000 Meter: 27:35,92 min, 2. August 2024 in Paris